# Гавайська сережка

Гавайська сережка (показані 10 найбільших кіл)

У математиці, гавайська сережка  — топологічний простір H, що є об'єднанням кіл на евклідової площині {\displaystyle \mathbb {R} ^{2}} з центрами в точках (1/n, 0) і радіусами 1/n (для всіх додатних цілих чисел n). Інакше кажучи, гавайська сережка є об'єднанням кіл вигляду:
{\displaystyle C_{n}=\left\{(x,y)\in \mathbb {R} ^{2}{\Big |}\left(x-{\frac {1}{n}}\right)^{2}+y^{2}={\frac {1}{n^{2}}}\right\}.}
На цій множині вводиться топологія, індукована стандартною топологією евклідової площини. Простір H є гомеоморфним одноточковій  компактифікації простору {\displaystyle \mathbb {R} ^{+}\backslash \mathbb {N} .}
Гавайська сережка є компактною і на ній можна ввести повну метрику. Вона є лінійно зв'язним, але не напівлокально однозв'язним простором.
Гавайська сережка, на перший погляд, виглядає подібною на букет зліченної кількості кіл, проте вони не є гомеоморфними топологічними просторами. Топологія гавайської сережки є слабшою: будь-який окіл точки перетину кіл містить всі кола за винятком скінченної їх кількості, тоді як для букета існують околи, що не містять повністю жодного кола. Крім того, букет зліченної множини кіл не є компактним простором.

## Фундаментальна група
Гавайська сережка не є однозв'язною, оскільки петля {\displaystyle l_{n}}, що параметризує будь-яке з її кіл  {\displaystyle C_{n}} не є гомотопною тривіальній. Це можна побачити, наприклад, ввівши ретракцію:
{\displaystyle q_{n}:H\to C_{n}\quad q_{n}(x)=\left\{{\begin{matrix}x_{0}&x\not \in C_{n}\\x&x\in C_{n}\end{matrix}}\right.}
Дане відображення породжує гомоморфізм {\displaystyle q_{n*}} фундаментальних груп і образом {\displaystyle l_{n}} при цьому гомоморфізмі буде ненульовий елемент фундаментальної групи {\displaystyle \pi _{*}(C_{n}).}
Існує неперервне відображення з букета зліченної кількості кіл в H, воно індукує вкладення фундаментальної групи букета (вільної групи із зліченною кількістю породжуючих елементів) в G. Група G містить і інші елементи  — гомотопічні класи петель, що не є підмножинами скінченних множин кіл гавайської сережки; наприклад  — петля, яка «намотує» відрізок {\displaystyle \left[{\frac {n-1}{n}},{\frac {n}{n+1}}\right]} на n-не коло.
Група G є незліченною і не є вільною.
Для доведення незліченності спершу візьмемо добуток {\displaystyle \prod _{n=1}^{\infty }\mathbb {Z} /2\mathbb {Z} } циклічних груп {\displaystyle {\mathbb {Z} }/{2}\mathbb {Z} =\{0,1\}} порядку {\displaystyle {2}}, який є незліченною множиною згідно зі стандартним діагональним аргументом. Для послідовності {\displaystyle s=(a_{n})\in \prod _{n=1}^{\infty }\mathbb {Z} /2\mathbb {Z} ,} можна побудувати петлю {\displaystyle {\alpha _{s}}:[0,1]\to \mathbb {H} } за правилом: {\displaystyle {\alpha _{s}}} є константою на відрізку {\displaystyle \left[{\frac {n-1}{n}},{\frac {n}{n+1}}\right]} якщо {\displaystyle {a_{n}}={0}} і {\displaystyle {\alpha _{s}}} є рівною {\displaystyle \ell _{n}} на {\displaystyle \left[{\frac {n-1}{n}},{\frac {n}{n+1}}\right]} з належною параметризацією, якщо {\displaystyle a_{n}=1.} Відповідно {\displaystyle \alpha _{s}(1)=x_{0}.} Таким чином одержується незліченна множина петель {\displaystyle \alpha _{s}.} Відповідно для доведення незліченності фундаментальної групи достатньо довести, що гласи гомотопії {\displaystyle {[\alpha _{s}]}\neq {[\alpha _{t}]}} якщо {\displaystyle {s}\neq {t}.} Припустимо {\displaystyle {s}={(a_{n})}\neq {(b_{n})}={t}.} Нехай, без втрати загальності {\displaystyle {a_{N}}={1}} і {\displaystyle {b_{N}}={0}} для деякого {\displaystyle N\in \mathbb {N} .} Використаємо тепер введене вище відображення {\displaystyle q_{N}.} Якщо {\displaystyle {[\alpha _{s}]}={[\alpha _{t}]}}, то також {\displaystyle {[q_{N}\circ \alpha _{s}]}={[q_{N}\circ \alpha _{t}]}} у {\displaystyle {\pi _{1}}{(C_{N})}={\mathbb {Z} }.}  Але {\displaystyle {[q_{N}\circ \alpha _{t}]}={0}\in {\mathbb {Z} }} є тривіальним елементом тоді як {\displaystyle {[q_{N}\circ \alpha _{s}]}={[q_{N}\circ \ell _{N}]}={1}\in {\mathbb {Z} }} є нетривіальним. Тому {\displaystyle {[\alpha _{s}]}\neq {[\alpha _{t}]},} що завершує доведення.
Крім того, G вкладається в проективну границю вільних груп Fn (зв'язуючі відображення з Fn в Fn-1 переводять останній породжуючий елемент в одиницю групи). Однак це відображення не є сюр'єктивним; в його образі лежать елементи проективної границі, в яких кожен з породжуючих елементів зустрічається скінченну кількість разів. Прикладом елемента, що не лежить в образі цього відображення є нескінченний комутатор {\displaystyle [\gamma _{1},\gamma _{2}][\gamma _{1},\gamma _{3}]\ldots }.
Опис структури фундаментальної групи загалом можна дати як: фундаментальна група {\displaystyle \pi _{1}(\mathbb {H} )} є ізоморфною групі послідовностей {\displaystyle (w_{n}),} які задовольняють умовам
1. {\displaystyle w_{n}\in F_{n}} є зведеним словом у вільній групі з породжуючими елементами (буквами) {\displaystyle g_{1},...,g_{n};}
2. після вилучення букви {\displaystyle g_{n}} у слові {\displaystyle w_{n}} одержується слово {\displaystyle w_{n-1};}
3. для кожного {\displaystyle k\geq 1,} кількість разів буква {\displaystyle g_{k}} з'являється у  {\displaystyle w_{n}} стабілізується при  {\displaystyle n\to \infty } (тобто послідовність {\displaystyle \#_{k}(w_{1}),\#_{k}(w_{2}),...} зрештою стає константою для всіх k).

Хоча абелізація фундаментальної групи не має простого опису, в G існує нормальна підгрупа N, така що {\displaystyle G/N} є ізоморфною {\displaystyle \prod _{i=0}^{\infty }\mathbb {Z} }. Вона називається нескінченною абелізацією або сильною абелізацією G, оскільки N складається з тих елементів, кожна координата яких (якщо думати про G як про підгрупу проективної границі) лежить в комутанті відповідної вільної групи. У певному сенсі, про N можна думати як про замикання комутанта G.